# Галаци
Галаци (на гръцки: Γαλάτσι) е град в Гърция. Населението му е 59 345 жители (по данни от 2011 г.), а площта 4,026 кв. км. Намира се в часова зона UTC+2. Пощенският му код е 111 xx, телефонния 210, а МПС кода Z. Част е от Атинския метрополен район и се намира в северната му част.